# Policjanci (film 1922)
Policjanci (ang. Cops) – amerykański krótkometrażowy film niemy z 1922 roku w reżyserii i na podstawie scenariusza Bustera Keatona oraz Edwarda F. Cline'a.

## Obsada
- Buster Keaton
- Joe Roberts
- Virginia Fox
- Edward F. Cline

## Wyróżnienia
| Rok wpisania | National Film Registry |
| ------------ | --- |
| 1997         | Lista filmów budujących dziedzictwo kulturalne USA utworzona przez National Film Preservation Board i przechowywana w Bibliotece Kongresu Stanów Zjednoczonych |